# Mieczysław Tomaszewski (polityk)
Mieczysław Józef Tomaszewski (ur. 26 grudnia 1935 we Wrotkowie, zm. 6 marca 1998) – polski robotnik i polityk, poseł na Sejm PRL IX kadencji.

## Życiorys
W 1955 skończył Zasadniczą Szkołę Przemysłu Mięsnego w Krotoszynie, od 1957 pracował w zakładach mięsnych, najpierw w Krotoszynie, później w Kole. Działacz związków zawodowych. W 1975 otrzymał Srebrną Odznakę „Zasłużony Pracownik Przemysłu Spożywczego i Skupu”. W latach 1985–1989 pełnił mandat posła na Sejm PRL IX kadencji w okręgu Konin jako bezpartyjny, zasiadając w Komisji Rolnictwa, Leśnictwa i Gospodarki Żywnościowej.
Został pochowany na cmentarzu parafialnym w Nakle nad Notecią.